# Wojski Hreczecha

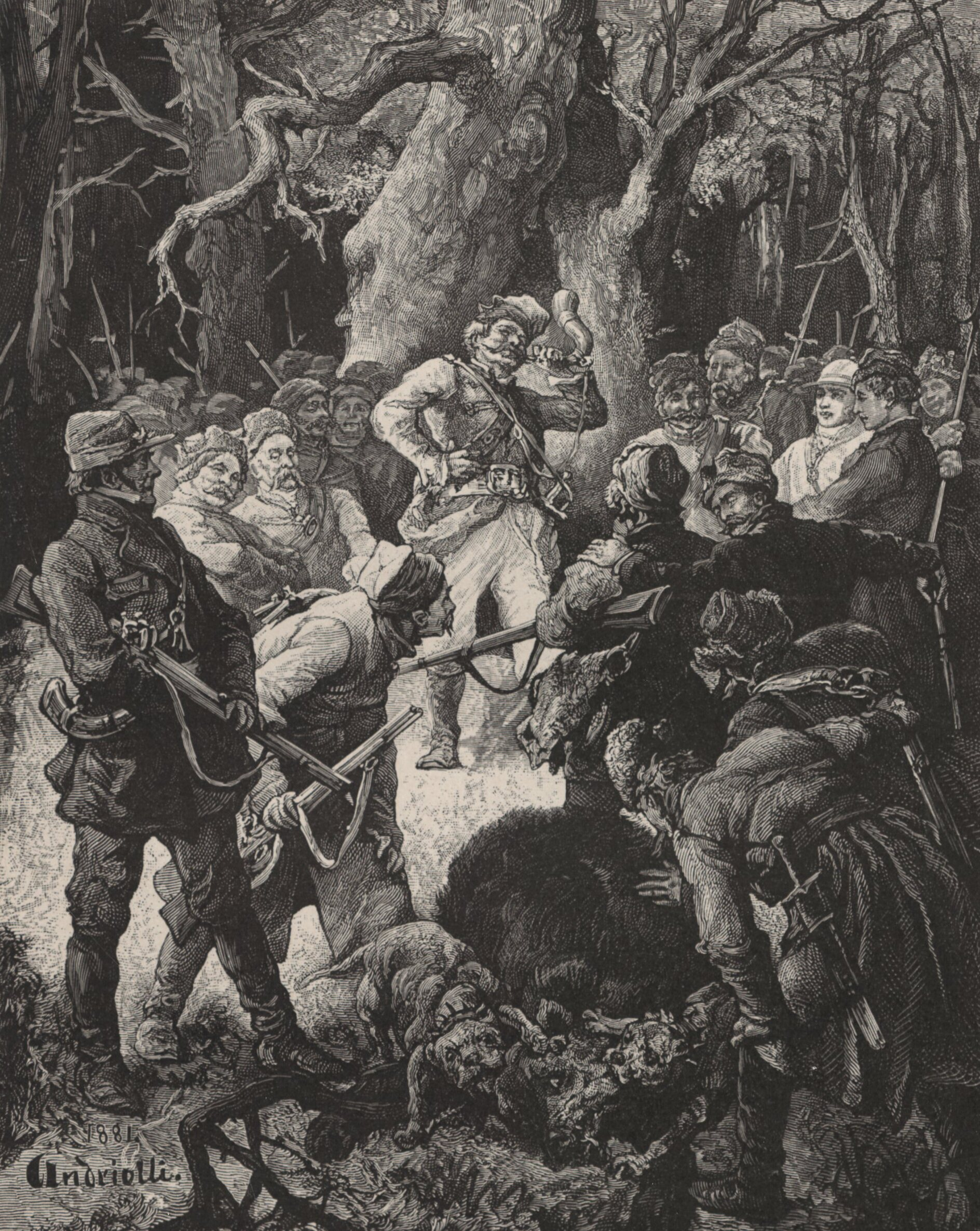
Wojski Hreczecha, ilustracja Michała Elwiro Andriollego z 1881 roku

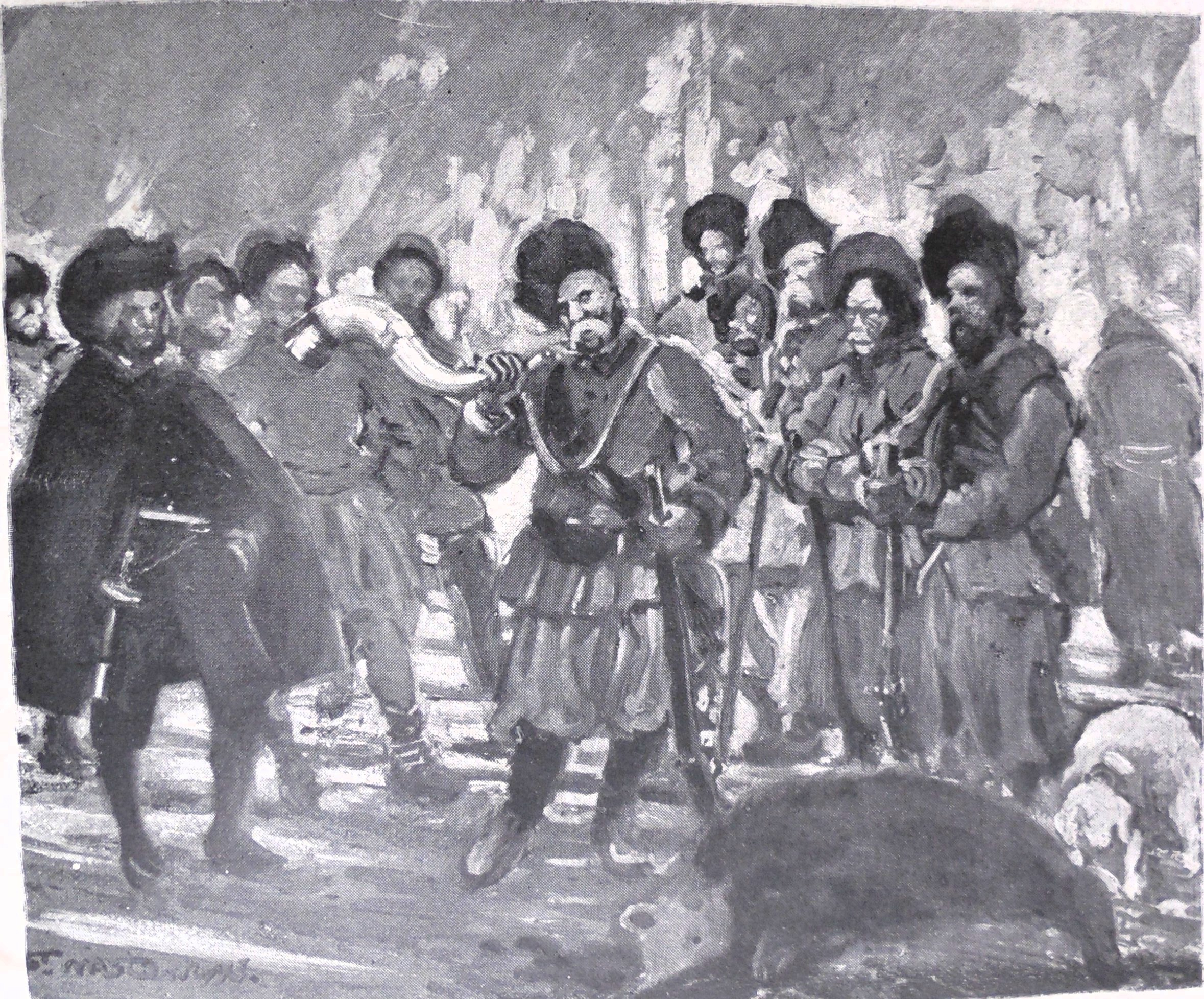
Koncert Wojskiego (ilustracja Stanisława Masłowskiego) z 1905 roku

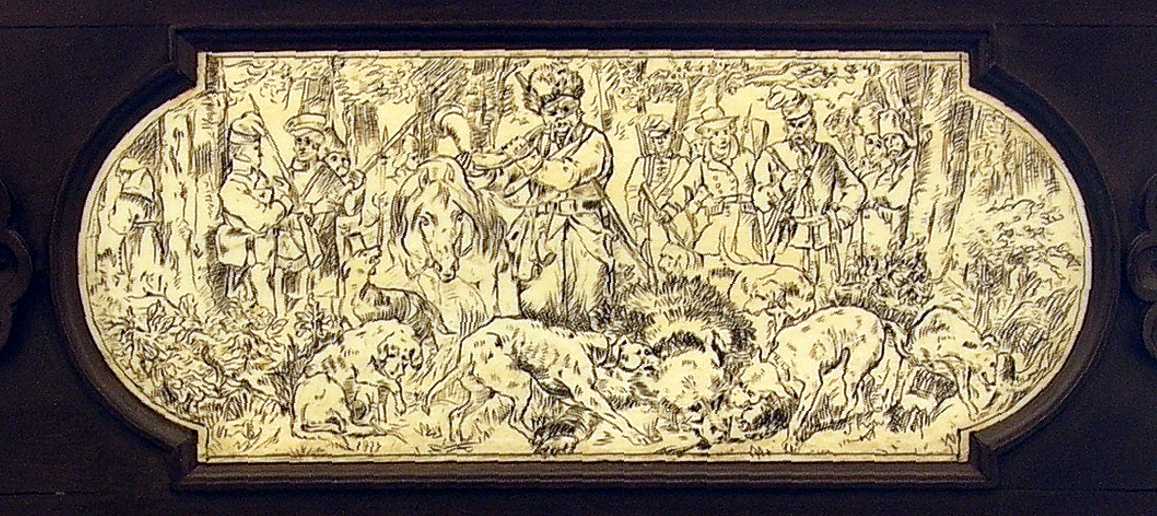
Koncert Wojskiego. Scena wykonana w kości słoniowej na boku mahoniowej szkatuły przeznaczonej do przechowywania manuskryptu „Pan Tadeusz”. Dzieło rzeźbiarza Józefa Brzostowskiego z 1873 r. na bazie rysunku Juliusza Kossaka. Zbiory Zakładu Narodowego im. Ossolińskich we Wrocławiu.

Wojski Hreczecha – jedna z postaci w epopei Adama Mickiewicza Pan Tadeusz. Był dalekim krewnym Sędziego Soplicy i przyjacielem jego domu. Do kanonów literackich przeszedł opis jego gry na rogu zaczynający się od słów: Natenczas Wojski chwycił na taśmie przypięty...
W I Rzeczypospolitej wojski sprawował opiekę nad rodzinami szlachciców w czasie pospolitego ruszenia. W Panu Tadeuszu tytuł ten nadany jest Hreczesze zgodnie ze zwyczajem i tradycją, i nie świadczy o sprawowaniu opisanej funkcji.